# Amfiteater
Et amfiteater er en rund scene omgivet af tilskuerpladser i trappeform, benævnt som en siddeskråning.
Amfi betyder "på begge sider", og et amfiteater adskiller sig fra et almindeligt (enkelt) teater ved, alt efter byggestil,
at have tilskuerpladser det halve eller hele vejen rundt.
Teatret består af tre elementer:
1. Orchestra: (græsk = danseplads) er den runde plads, hvor skuespillet foregår. Midt på orchestra står et alter, viet til Dionysos. 
2. Skene: (græsk = telt, bod, overdækket stillads) er et lille skur eller hus bag ved orchestra, hvori man kunne opbevare rekvisitter. Skene kunne meget praktisk og let indgå i opsætningen og f.eks. være kongeslot eller bolig for en af personerne. Skuespillerne brugte det også til at skifte dragter, masker og roller under stykket. På hver side af skene har der været en indgang til orchestra, sådan en indgang kaldes parodos (flertal: parodoi)
3. Theatron: (græsk = skueplads; tilskuerplads) var formet som en halv- eller trekvart-cirkel omkring orchestra, og skrånede opad. 
- Wikimedia Commons har flere filer relateret til Amfiteater

| Arkitektur | Spire Denne arkitekturartikel er en spire som bør udbygges. Du er velkommen til at hjælpe Wikipedia ved at udvide den. |